# Spirou
Spirou é um personagem fictício criado por Robert Velter (Rob-Vel) para o lançamento da revista de banda desenhada Jornal do Spirou editada por Jean Dupuis em 1938. É o personagem principal da série de aventura Spirou e Fantásio. Antes de aparecer na revista, Spirou já havia sido utilizado em alguns cartazes feitos Rob-Vel.
Spirou originalmente era um camareiro no Hotel Moustique (mosquito). No desenrolar das histórias ele torna-se um repórter da revista do mesmo nome (Jornal do Spirou), embora continue a aparecer vestido com o uniforme vermelho de camareiro que se tornou a sua imagem de marca.
Ao contrário de Tintim, Spirou é mais frequentemente mostrado a fazer alguns relatórios para o Jornal em várias das suas aventuras. Enquanto ele e o seu colega e amigo Fantásio ocasionalmente andam atrás das notícias, na maioria dos casos, eles simplesmente encontram-se no centro de alguma estranha aventura. Spirou é um honesto e corajoso jovem de idade indeterminada, tentando combater a injustiça em torno dele e a ajudar as pessoas. Ele é geralmente mais calmo do que Fantásio que o acompanha nas suas aventuras, juntamente com um animal de estimação, o esquilo Spip e durante o período de Franquin era acompanhado pelo Marsupilami.
Spirou foi mudando ao longo dos anos pela mão dos vários escritores e artistas que criaram as suas aventuras, mas manteve sempre o seu cabelo ruivo e as roupas vermelhas, mesmo após ter abandonado o uniforme de camareiro.

## Biografia
A biografia de Spirou é extremamente complexa e controversa, começando logo com a sua criação/nascimento que é diferente de tudo o que existe ou existiu até ao momento na ficção. A descrição biográfica fictícia que se segue, tem como princípio as histórias da série regular e o livro La Jeunesse de Spirou, por ser o único a falar da sua infância, mas exclui outras situações como as aparições na série Gaston Lagaffe.

### O nascimento de Spirou
O Sr. Papillon, director do Hotel Moustique (mosquito) estava à procura de um novo camareiro. Os candidatos que apareciam estavam a deixa-lo desesperado, pelo que decide ir ter com um pintor. Spirou nasce do pincel de Robert Velter que o salpica com água da vida. O camareiro sai da tela e acompanha o Sr. Papillon para o seu serviço.
Esta história rebuscada é depois contestada, primeiro por "Tio Paulo" sob a influência de álcool na história La Jeunesse de Spirou, mas em tom de brincadeira. Posteriormente, em tom muito mais sério, a história é apresentada como um pesadelo recorrente de Spirou em O homem que não queria morrer.

### A infância de Spirou
A infância de Spirou é contada no episódio La Jeunesse de Spirou, fruto da imaginação alterada pelo álcool do Tio Paulo (o Tio Paul é um personagem fictício recorrente no Jornal Spirou até a década de 1980 e que surge sempre a contar histórias.). Spirou é descrito pelo Tio Paulo como turbulento. Aparece na escola, com os personagens do seu universo como Fantasio e Zantafio. Os seus professores são os desenhadores que participaram na criação das suas aventuras.
Tome & Janry, mantêm o conceito e adaptam-no na série Le Petit Spirou. Spirou em criança gosta de fazer partidas e é mal educado, rodeado pelos seus companheiros que não fazem parte da série original. O seu melhor amigo é Vertignasse e também aparece o seu avô que tem um verdadeira cumplicidade com Spirou.
Estas histórias têm um valor duvidoso como cânone da série. A mudança de tom entre elas e as da série principal são notórias e Tomé & Janry confirmam em uma entrevista que a série Spirou e Fantásio e Le Petit Spirou são duas histórias completamente diferentes.

### Adolescência
O adolescente Spirou, é um inteligente e engenhoso rapaz a viver uma vida tranquila, até que conheceu um personagem singular, Bill Money, um bilionário americano que se torna o proprietário do Hotel Moustique. Quando este decide empreender uma volta ao mundo com o seu notário, Sr. Papyrus, Spirou é convidado a acompanhá-lo.
Eles vivem uma aventura no Sahara, em seguida naufragam e vão parar a um pais subterrâneo, um país parecido com o Egipto na época dos faraós. Eles lutam contra os robôs gigantes de Sosthène Silly. Durante esta aventura, Spirou encontra um esquilo, Spip, que salva da morte.
De volta a casa, Spirou encontra os seus jovens amigos, os AdS… Um bando de jovens adolescentes que adoraram as histórias das aventuras de Spirou contadas nos jornais. entretanto, Spirou que é muito ingénuo, sem dar por isso encontra-se no cerne das negociações complexas entre a Alemanha e a Polónia e cai de amores, pela primeira vez, por uma jovem polaca comunista, Kassandra Stahl. Mais tarde, junta-se a Fantásio, um jornalista que escreve fofocas no jornal Moustique, um pouco mais velho do que ele.
Spirou vive outras aventuras em um balão, na América onde para salvar um certo Fred Roussel reúne cowboys e índios, torna-se uma estrela de cinema, Messias de uma tribo de esquimós, vira noivo no castelo da Marquesa Héloïse du Raton de Laratière e frustra os planos de um gangue de assaltantes de bancos.
De seguida, parte para África, acompanhado por Spip e Jocko o seu macaco inteligente. Durante a viagem, ele conhece Rafik, um príncipe Africano que viaja como passageiro clandestino. Regressa à Bélgica acompanhado por La Puce, um gigante negro que Spirou treinou e que se irá tornar campeão de boxe. Spirou, parte em seguida para o espaço até ao planeta Zigomus a bordo de um foguetão criado pelo Professor Stratos.

### Spirou e Fantásio
Perto do fim da Segunda Guerra Mundial. Spirou regresso ao trabalho no Hotel Moustic que se tinha tornado a sede alemã da Gestapo. Spirou troca o seu fato vermelho por um verde-bandeira. O seu companheiro, Fantasio, voltou da guerra e começa a trabalhar no Jornal Le Soir. Cada um por seu lado, participam nas actividades da Resistência. Spirou opera sob o nome de código "Esquilo Wallon" (esquilo da Valónia). Ele é preso pelo Coronel Von Knochen e é perseguido pelos alemães mas é libertado pela Resistência. Quando foi libertado encontrou Fantasio e tornaram-se inseparáveis.
Juntos, eles viajam no tempo a bordo da máquina do Professor Cosinus, no futuro no ano de 2000, Spirou encontra Spirspip o seu sucessor. Mas este futuro é só um mau sonho. Spirou e Fantásio vão até África para encontrar o tesouro do Tio de Spirou. Eles acabam com os projectos diabólicos do Professor Samovar e do seu robô Radar. Spirou entretanto, enfrentar o jovem Poildur em um combate de boxe. É apoiado pelo seu fã clube, os Ads, cujo lema é "Spirou amigos para sempre". É nesta altura que a Universidade, que fica próximo ao seu apartamento explode, Eles também resolvem um conflito étnico no coração da África dos pigmeus.
Mas é um encontro com um famoso cientista que será decisivo para a mudança das aventuras de Spirou e Fantásio o seu companheiro. durante um passeio ao campo, à aldeia de Champignac-en-Camberousse, Spirou, Fantasio e Spip observam estranhos fenómenos cujo rasto os leva a um misterioso cientista, o Conde Pacome de Champignac. Este inocente génio torna-se seu amigo. Regularmente, eles vão visitá-lo ao seu castelo em Champignac. Eles também se tornaram amigos do prefeito Gustave Labarbe e dos cidadãos de Champignac. Esta aldeia é de algum modo, a sua segunda morada.
Spirou, Fantasio e Spip vivem muitas aventuras que os levam ao Far West nos Estados Unidos da América, capturam bandidos que aterrorizavam os mares e traficantes de drogas na fronteira.
O trio vira quarteto, no final de uma aventura em torno do legado desta vez Fantasio. O tio de Fantasio lança um desafio aos seus dois sobrinhos. Fantásio e Zantafio que devem passar por uma série de provas para receberem a sua herança e em que o último é ir à Palombia capturar o mítico Marsupilami. Eles deixam Zantafio entregue ao seu destino na Palombia e regressar à Europa com o Marsupilami que se tornou em um companheiro inseparável, após uma breve passagem pelo jardim zoológico e por um circo.
Spirou e Fantásio encontram uma jovem repórter que se torna sua amiga e rival, Sécotine, quando é chamado a investigar um protótipo revolucionário de carro a tracção turbo. regressa à Palombia onde o primo de Zantafio se tornou um ditador. Derrubou o governo no poder graças a uma descoberta do Conde de Champignac. Mas quando volta para a Europa, Zantafio por vingança, acusa o seu primo de roubo. Fantásio é então salvo, através das provas trazidas por Spirou. Assistido por Champignac desmantela o tráfico de drogas realizado por John Helena alias "la Murène" (a moreia), liberta o conde dos gângsters que lhe queriam roubar os seus conhecimentos, acabando com as acções de bandidos que operavam uma mina de ouro em África e é confrontado com um dinossaurio pronto a destruir a aldeia de Champignac.
As aventuras de Spirou prosseguem a um ritmo furioso, levando-o aos quatro cantos do mundo onde luta contra muitos bandidos, mas um dos seus maiores inimigos é Zorglub. Este é um velho amigo de Champignac e quer conquistar o mundo. Spirou já uma vez tinha travado a sua megalomania, mas Zorglub, tem mais do que um ás na manga e chega mesmo a juntar-se a Zantafio, mas acaba por se arrepender e reforma-se do mal.
Spirou é novamente confrontados com John Helena. Conhece outro génio em Champignac, Flashback, o fotógrafo de Champignac que criou um dispositivo capaz de reduzir os indivíduos a miniaturas 3D imóveis. Spirou e os seus amigos, em seguida, vão para África para resolver o mistério dos elefantes vermelhos e, em seguida, vai até Bretzelburg para ajudar o Rei Ladislas a recuper o poder monárquico.
Mesmo quando vai para Champignac descansar, Siprou não têm descanso. Zorglub que agora vive em Champignac, vive no concelho, bateu com a cabeça e e tornou um inocente bebé. No entanto, um ex-soldado, nostálgico dos dias do grande Zorglub, rapta-o, imobilizando Spirou com a zorglonda.
A suas aventuras não acabam por aqui. Champignac encontra um livro que explica como transformar chumbo em ouro e a sua ingenuidade faz com que anuncie a novidade na televisão. Spirou e Fantasio regressam a Champignac para proteger o conde, com medo que lhe aconteça algo. Quando chegam ao castelo, descobrem que Zorglub assumiu o controle e explica que Zantafio é que está por trás desta história. Obviamente, Spirou e Fantasio põem um fim aos actos de Zantafio. Depois desta aventura, separa-se do Marsupilami. Ninguém sabe como, ninguém sabe porquê, mas Spirou não voltara a ver nunca mais o Marsupilami.
Spirou e Fantasio continuam as suas aventuras no Japão com um amigo de Champignac, Itoh Kata, estudioso e ilusionista. De volta à Europa, eles lutam contra uma organização criminosa, o Triângulo com a ajuda de Itoh. Esta organização parece ser liderada por Zantafio, sempre ele, que dirige a operação da ilha Tora Torapa com o nome Papa Pop. Durante esta aventura, Spirou conhece a adorável Ororéa, uma jornalista que vai com eles para a Europa. Spirou, Fantasio e Ororéa partem para o Senegal onde são emplicados no tráfico de diamantes. De seguida, Spirou e Fantasio encontram um grupo de extra-terrestres que adoram cidra, partindo logo a seguir com Ororéa para a Grã-Bretanha onde conhecem o Ankou (a personificação da morte na mitologia bretã), ajudam a eliminar um tirano no Catung, frustram os planos do comandante Alexander procurava obter uma caixa negra surpreendente e deslumbrante, volta a cruzar-se com John Helena, arrependido pelo que fez e infectado com um vírus misterioso e vivem, com Champignac, mais aventuras agora na Austrália, onde Spirou irá enfrentar um novo inimigo, a robô Cyanure criada por um terceiro cientista que vive em Champignac, Caténaire.
Como se não bastasse tudo isto, Spirou viaja outra vez no tempo com Fantasio e Aurélien Champignac um dos sobrinhos do conde de Champignac que veio do futuro. depois viaja para o passado, para a Palombia, no tempo dos conquistadores espanhóis, de seguida, outra vez para o futuro quando o filho de Zorglub se tornou ditador, onde encontra os seus descendentes que servem o tirano. Spirou e Fantasio, depois, vão para Nova York onde se confrontam com Vito Cortizone, um padrinho da máfia com o qual terão alguns problemas. Partem em expedição a Touboutt-Chan, onde os amigos se tornam inimigos devido à picada de um inseto, frustram os planos de Zantafio (mais uma vez) na Rússia, reencontram Cortizone no Pacífico e na aldeia de Champignac e de regresso a Nova York, encontram a filha de Vito, Luna, que é agora a líder da máfia, por quem Spirou fica de amores. Spirou também se encontrou envolvido em uma história de clonagem, onde ele ajudou Fantasio Seccotine que parece ter um fraquinho por ele. Resolveu ajudar o seu cloneque foi deixado à morte e que ignora a origem da sua própria natureza, no entanto o clone de Spirou foge do país.
Entretanto, Paris é inundada pelo Sena. Spirou e Fantasio descobrem que a culpa desta catástrofe é o antigo amor de Pacome e Zorglub, Miss Flanner. Após resolverem essa situação, Spirou e Fantasio encontrou o tio de Fantasio e Zantafio que toda a gente pensava que estava morto, mas o tio, Tanzafio estáva bem vivo pois tinha descoberto o segredo da água da juventude. Spirou e Fantasio em seguida retornam ao Japão para ajudar Itoh Kata a salvar Kow e Loon, duas crianças com poderes paranormais.
Uma das últimas grandes aventuras na companhia de Fantasio é uma nova viagem no tempo. Zorglub encarrega Spirou de uma missão para mudar o seu destino para sempre. O amor de Zorglub e de Champignac, Miss Flann, está a morrer. Zorglub pede a Spirou para a salvar no passado de uma explosão de plutónio. Spirou parte nessa viagem olha para trás ao longo do tempo com uma máquina criada pelo trio de génios, viajando através de objetos que serviam de testemunho das suas aventuras anteriores. Spirou quando chega a altura da luta contra Poildur junta-se a Fantasio. Juntos, eles irão tentar salvar Miss Flanner da explosão, mas na confusão, Fantasio deixa cair o Spirou dessa época ao sena e Spirou fica sem possibilidade de regressar ao seu presente, entretanto, encontra-se a sós com a jovem Flanner, caindo de amores por ela.

### Spirou e Flanner
Spirou irá reviver todas as histórias que já lhe aconteceram, mas não vai viver as mesmas aventuras. A sua dupla com Fantasio no futuro não existe e, as suas aventuras vão desaparecer. De facto, nunca conhecerá Champignac ou Zorglub mas garantirá que eles continuaram a seguir o bom caminho, mas mantendo-se à distância. Pacome e Zorglub continuaram a ser os melhores amigos. Ele também observa de longe que é Fantasio e Seccotine que vão viver algumas das suas aventuras no seu lugar. Spirou e Flanner casam e unem forças para ajudar o mundo. As suas personalidades complementam-se entre si e permitem-lhes explorar o melhor de cada um.
Os anos passam e aguardam o dia em que Fantasio volte do passado. Spirou e Flanner estão lá para ajudar os jovens Spirou e Fantasio do passado. Ele acena-lhes do seu Zeppelin e pede-lhes para deixarem este novo futuro como está. O jovem Spirou torna-se o novo companheiro de Fantasio com quem está disposto a experimentar novas aventuras e Spirou e Flanner vão-se embora, partindo para outros lugares.

### Histórias paralelas
Na série Une Aventure de Spirou et Fantasio par..., surgem outras histórias paralelas durante este período, mas sem valor para a história real do personagem.
- Em Les Géants pétrifiés, Spirou e Fantasio partem para uma caça ao tesouro liderada por Bill Callaway.[56]
- Em Le Tombeau des Champignac, Spirou está a investigar um dos antepassados do Pacôme Champignac, Côme de Champignac, explorador contemporâneo de Napoleão Bonaparte.[57] Durante esta investigação, Spirou encontra um cogumelo que muda de cor consoante as emoções da pessoa que o segura. É graças a este cogumelo que Seccotine descobre que Spirou não é indiferente aos seus encantos.
- Em Les Marais du temps, Spirou e Fantásio viajam de volta no tempo para libertar Zorglub que se encontra prisioneiro no século XIX.[58]

## Família
Rob-Vel deu-lhe um irmão gémeo, enquanto Franquin lhe criou um tio, Tome & JanryVolume, inventaram um clone, mas será de facto um membro da sua família?
Em Le Petit Spirou, fala-se do pai e da mãe de Spirou e também do seu afável avô. No entanto, a história não é considerada como fazendo parte dos cânones da série.

## Descrição

### Física
Spirou é pequeno, forte e atlético. Na sua infância, anda vestido com um fato vermelho de camareiro. Por volta dos anos 70, Spirou troca o fato de camareiro por roupas mais citadinas, mas ainda lembrando vagamente o fato antigo e o vermelho ainda é a cor dominante. Hoje em dia, apesar de a estar muito mudada, mantém essas características padrão.

### Personalidade
Dinâmico, quase sempre positivo, Spirou não se deixa abater por nada e tem um grande coração.

## Criação e evolução do personagem

### Etimologia
Etimologicamente, um spirou é um esquilo em valão a língua da Valónia, terra de origem de Rob-Vel. É por isso que o personagem tem um esquilo como animal de estimação, as roupas são vermelhas e o cabelo ruivo.

### O início, Rob-Vel e Jijé
Spirou começou a sua carreira como um camareiro no Hotel Moustic, cuja fardao irá conservar durante muitos anos. Rob-Vel, toma como base a função e as cores das fardas dos grumetes, função que desempenhou por muitos anos na sua juventude a bordo de paquetes transatlânticos. Com a sua esposa Davine, criou pequenas tiras de histórias curtas que se foram transformando progressivamente em aventuras levando à personagem actual. Logo no início, em 1939 adicionou o esquilo spip que Spirou salva de um cientista louco.
Rob-Vel tinha um traço inseguro. As intrigas que se desenrrolavam seguiam a linha dos clichês do romance popular (o garoto inteligente face à adversidade, os próprios herdeiros que se separam, o filho do bilionário desaparecido) e da ficção científica (viagens interplanetárias, o homem invisível). Spirou é suposto ser um garoto diferente distanciando-se dos personagens louros que eram a marca das edições Dupuis à altura.
O personagem vai ao encontro do coração de uma miscelânea de autores e de intrigas, em consequência da Segunda Guerra Mundial. Rob-Vel é mobilizado e em seguida feito prisioneiro cortando dessa forma o contacto com as edições Dupuis, o personagem passa então para as mãos de Davine, e de um obscuro pintor Luc Lafnet e posteriormente para Jijé que cria surpreendentes mudanças na aparência de Spirou.
A lógica do enredo é muitas vezes prejudicada por passagens de autor, pelo que quando Jijé retoma o personagem em pleno episódio do filho bilionário, aparentemente inspirado por esta historinha criada por Rob-Vel e Davine, reescreve o episódio em uma rancha para transformar Spirou em uma estrela de cinema norte-americano antes de o enviar, para o Pólo Norte.
Retomado por Rob-Vel em 1941, o personagem continua a viagem e conhece o seu primeiro grande companheiro, um Africano chamado la Puce. Nestes dias sombrios da ocupação nazista, tornaram-se famosas as ilustrações de linha clara de Hergé que envia Tintim para debaixo de água à procura do Licorne, Rob-Vel segue a mesma linha e envia Spirou para o planeta Zigomus.
O que se mantém do Spirou de Rob-Vel é esquilo Spip e a tendência para a viajar por todo o mundo e sempre com este traje de camareiro que se transforma na sua imagem de marca.
Joseph Gillain, (Jijé), retomado brevemente o personagem em 1940, enquanto o seu criador estava a recuperar de uma lesão da guerra e, depois, finalmente a partir de 1943, ele dá vida ao seu herói, Fantasio e cria uma equipa louca para compensar o tom sério do personagem. As séries Spirou e Fantasio haviam nascido.

### O período Franquin
Em 1947, Franquin começa a desenhar o Spirou. Autor já famoso que tinha revolucionado o design da banda desenhada, reformula o universo da série. As aventuras de Spirou são agora muito mais longas e os três heróis são envolvidos por uma galeria de novos personagens. Note-se, naturalmente, o aparecimento do Marsupilami que permanecerá com eles durante todo este período, mais a jovem jornalista Seccotine e o conde de Champignac que se transforma um pouco no avô de coração de ambos os heróis. Também assinala a chegada de inimigos recorrentes como o malvado primo de Fantasio, Zantafio, ou o irresponsável e megalomaníaco cientista louco Zorglub, bem como locais marcantes, a vila de Champignac e o seu castelo e claro a Palombia. Outra grande alteração foi o facto de os dois personagens que viviam separados, passarem a viver juntos.
Psicologicamente, o personagem Spirou perde o seu bom humor e as suas aventuras adquirem um tom mais sério. Além do fato de que ninguém fuma nem bebe nas suas histórias, ele demonstrou com isso, um altruísmo ainda mais significativo do que o seu concorrente directo, Tintim. Spirou considera que é o seu dever e o dos seus companheiros lutar contra as injustiças, os bandidos e derrubar todo o tipo de ditadores.

### O período Fournier
De acordo com Fournier, no álbum Panade à Champignac, Spirou começara já a abandonar o seu disfarce de camareiro para utilizar trajes mais comuns, mantém o seu chapéu e as calças e o vermelho mantém-se a sua cor favorita. Psicologicamente, Spirou e os seus companheiros que são agora acompanhados pela bela polinésia Ororéa e pelo ilusionista japonês Itoh Kata, começam a expressar abertamente as questões ambientais, tais como a recusa da proliferação das centrais nucleares.

### A transição
No início dos anos 80, três grupos de autores partilham o destino de Spirou.
Yves Chaland com tentativas de regressar a um espírito mais próximo dos anos 50, mantendo as longas aventuras introduzidas por Franquin. No entanto devido a uma adequada promoção, em breve, o projecto foi abandonado.
Nic e Cauvin, devido à extrema simplicidade das suas histórias, pouco ou nada acrescentam à série. Spirou mantém ligeiramente a tendência ambientalista introduzido por Fournier e deixa de morar com Fantasio.

### O período Tome & Janry
O terceiro duo a pegar nas histórias, Tome & Janry, conseguem finalmente manter a continuidade da série. Introduziram novos inimigos, como Don Cortizone, também conhecido como o Vito Mau Agoiro, a maléfico Cyanure que obteve a sua hora de glória na série televisiva, como também criam gráficos mais iconoclastas para a série. A personagem de Spirou aparece cada vez mais humano, em primeiro lugar com um mais feroz sarcasmo para com os outros personagens. Depois, nas suas decepções amorosas para o final deste período, com Luna (conhecido pelos fãs como Luna fatal, o nome do álbum em que aparece), filha de Cortizone. E mesmo Seccotine em Machine qui rêve irá revelar-se interessada no herói. Também foi clonado neste álbum e, o seu alter ego demonstra depressão, pânico e raiva.

### O período Morvan e Munuera
Morvan e Munuera asseguram a continuação de Spirou de 2004 a 2008. Sob a sua orientação, Spirou desenvolve ainda mais a sua natureza humana, fica profundamente chocado com a sua própria atitude em Paris-sous-Seine e resolve consultar um psiquiatra em L'homme qui ne voulait pas mourir. Após quatro álbuns, o duo, refere incompatibilidade artística e é substituído por uma nova equipa.

### Spirou em Mangá
Morvan lançou com Oshima Hiroyuki, um famoso mangaka, um projecto com o objectivo de narrar a adolescência de Spirou em Tóquio, em mangá. foi criado um trecho que saiu com um número do Journal Spirou, reproduzindo na íntegra o episódio 49Z, suplemento de Spirou à Tokyo. A notícia fez um grande alarido e dividiu a comunidade franco-belga. Atualmente, ainda existe pouca informação sobre a série, com exceção de que seria Morvan a reabilitar alguns episódios mais antigos como Il y a un sorcier à Champignac para que se passasse no Japão, segundo uma entrevista dada ao jornal Bodoï. Morvan e Munuera entretanto abandonaram a série pelo que o estado actual do projecto é desconhecido.

## Obras em que aparece o personagem

### Álbuns
1. 4 Aventuras de Spirou e Fantásio - “Colectânea” (Os Planos do Robot + Spirou no Ringue + Spirou Cavaleiro +  Spirou no País dos Pigmeus), Quatre aventures de Spirou et Fantasio, (1952) Spirou et les plans du robot (1948), Spirou sur le ring (1948), Spirou fait du cheval (1949) et Spirou chez les Pygmées (1949), Franquin, Editora Arcádia (Dezembro de 1979).
2. O Feiticeiro de Vila Nova de Milfungos  “Clarim (Spirou) & Fantásio” - Reeditado com o título: O Feiticeiro de Talmourol, Il y a un sorcier à Champignac, (1951), Franquin, Edições Camarada (1967).
3. Os Chapéus Negros - “Colectânea” (Os Chapéus Negros + Como Uma Mosca No Tecto + Mistério Na Fronteira), Les Chapeaux noirs, (1952)  Les Chapeaux noirs (1950) et Mystère à la frontière (1950), ainsi que deux aventures dessinées par Jijé & Franquin, Editorial Publica (Outubro de 1981).
4. Spirou e os Herdeiros, Spirou et les héritiers, (1952), Franquin, Editora Arcádia (Março de 1975).
5. O Roubo do Marsupilami, Les Voleurs du Marsupilami, (1954), Franquin, Editora Arcádia (Novembro de 1977).
6. O Chifre do Rinoceronte, La Corne de rhinocéros, (1955), Franquin, Editora Arcádia (Outubro de 1977).
7. O Ditador e o Cogumelo, Le Dictateur et le Champignon, (1956), Franquin, Editora Arcádia (Novembro de 1975).
8. A Mascara Misteriosa (+ Não Façam Mal aos Pintarroxos), La Mauvaise Tête, (1956) + Touchez pas aux Rouges-gorges, Franquin, Editora Arcádia (Maio de 1976).
9. O Refúgio da Moreia, Le Repaire de la murène, (1957), Franquin, Editora Arcádia (Março de 1975).
10. Os Piratas do Silêncio (+ O Modelo Quick), Les Pirates du silence, (1959) +  La Quick Super, Franquin, Editora Arcádia (Dezembro de 1978).
11. O Gorila (+ Férias Sem História), Le gorille a bonne mine, (1959) +  Vacances sans histoires, Franquin, Editora Arcádia (Maio de 1976).
12. O Ninho dos Marsupilamis (+ A Feira dos Bandidos), Le Nid des Marsupilamis, (1960) + La Foire aux Gangsters, Franquin, Editora Arcádia (Novembro de 1975).
13. O Dinossauro Congelado (+ O Medo do Outro Lado do Fio), Le Voyageur du mésozoïque, (1960) +  La Peur au bout du Fil, Franquin, Editora Arcádia (Janeiro de 1977).
14. O Prisioneiro do Buda, Le Prisonnier du Bouddha, (1961), Franquin, Jidehem & Greg, Editora Arcádia (Dezembro de 1978).
15. Z de Zorglub, Z comme Zorglub, (1961), Franquin, Jidehem & Greg, Editora Arcádia (Março de 1980).
16. A sombra do Z, L'Ombre du Z, (1962), Franquin, Jidehem & Greg, Editorial Publica (Maio de 1981).
17. O Tesouro Submarino (+ Os Homens-Rã), Spirou et les hommes-bulles, (1964) +  Les Petits Formats, Franquin & Roba, Editorial Publica (Fevereiro de 1982).
18. QRN Sobre Bretzelburgo, QRN sur Bretzelburg, (1966), Franquin & Greg, Editora Arcádia (Maio de 1977).
19. O Castelo do Sábio Louco (+ Um Natal Clandestino) - Reeditado com o nome: Amas-Secas em Champignac, Panade à Champignac, (1969) +  Bravo les Brothers, Franquin, Peyo, Gos & Jidihem, Editorial Publica (Outubro de 1984).
20. O Fazedor de Ouro (+ Um Natal Clandestino + O Cogumelo Nipónico), Le Faiseur d'or, (1970) + Un Noël clandestin et Le champignon nippon,  Fournier, Edições ASA/Público (28 de Março de 2007). ISBN 978-972-41-5024-6
21. O Gás do Kuko Jomon (+ Falsa Partida), Du glucose pour Noémie, (1971) + Un faux départ, Fournier, Edições ASA/Público (25 de Abril de 2007). ISBN 978-972-41-5030-7
22. Pânico na Abadia, L'Abbaye truquée, (1972),  Fournier, Edições ASA/Público (9 de Maio de 2007). ISBN 978-972-41-5171-7
23. Tora Torapa, Tora Torapa, (1973),  Fournier, Edições ASA/Público (20 de Junho de 2007). ISBN 978-972-41-5036-9
24. Os Elefantes Sagrados (+ A Jaula, Marsupilami-Desporto), Tembo Tabou, (1974) + diverses aventures du Marsupilami dont La Cage, Franquin, Roba & Greg, Editorial Publica (Novembro de 1981).
25. O Talismã Africano, Le Gri-gri du Niokolo-Koba, (1974), Fournier, Editorial Publica  (Abril de 1982).
26. OVNIS em Talmourol, Du cidre pour les étoiles, (1976), Fournier, Editorial Publica  (Maio de 1982).
27. O Mensageiro da Morte, L'Ankou, (1977), Fournier, Editorial Publica  (Outubro de 1982).
28. O Inspector da Mafia, Kodo le tyran, (1979), Fournier, Editorial Publica  (1983)
29. Revolta no Chantung, Des haricots partout, (1980), Fournier, Editorial Publica  (Junho de 1983).
30. O Anel de Gelo, La Ceinture du grand froid, (1983), Nic & Cauvin, Edições ASA/Público (4 de Abril de 2007). ISBN 978-972-41-5026-0
31. A Caixa Negra, La Boîte noire, (1983), Nic & Cauvin, Edições ASA/Público (16 de Maio de 2007). ISBN 978-972-41-5031-4
32. (Os Fazedores de Silêncio), Les Faiseurs de silence, (1984), Nic & Cauvin, Não publicado em Portugal
33. Vírus (Spirou e Fantásio), Virus, (1984), Tome & Janry, Mériberica/Liber (Setembro de 1988). ISBN 972-45-0795-5
34. Aventura na Austrália, Aventure en Australie, (1985), Tome & Janry, Mériberica/Liber (Maio de 1989).
35. Quem Deterá Cyanure?, Qui arrêtera Cyanure ?, (1985), Tome & Janry, Mériberica/Liber (1989).
36. O Relojoeiro do Cometa, L'Horloger de la comète, (1986), Tome & Janry, Mériberica/Liber (Maio de 1990).
37. O Despertar do Z, Le Réveil du Z, (1986), Tome & Janry, Mériberica/Liber (1991). ISBN 972-45-0893-5
38. A Juventude de Spirou - “Colectânea” (A única e Singular História Mais ou Menos Verdadeira da Juventude de Spirou, Contada Pelo Tio Paulo + Infame Falsário! + Troca de Identidade + O Incrível Burp! + O Impostor), La Jeunesse de Spirou, (1987), Tome & Janry, Mériberica/Liber (Julho de 1992). ISBN 972-45-0935-4
39. Spirou em Nova Iorque, Spirou à New York, (1987), Tome & Janry, Mériberica/Liber (Outubro de 1993). ISBN 972-45-1034-4
40. Perseguidos Pelo Medo, La Frousse aux trousses, (1988), Tome & Janry, Mériberica/Liber (Outubro de 1994). ISBN 972-45-1123-5
41. O Vale dos Banidos, La Vallée des bannis, (1989), Tome & Janry, Mériberica/Liber (Janeiro de 1997). ISBN 972-45-1135-9
42. Spirou em Moscovo, Spirou à Moscou, (1990), Tome & Janry, Mériberica/Liber (Janeiro de 1998). ISBN 972-45-1298-3
43. Vito Mau Agoiro, Vito la Déveine, (1991), Tome & Janry, Mériberica/Liber (Janeiro de 1999). ISBN 972-45-1373-4
44. O Raio Negro, Le Rayon noir, (1993), Tome & Janry, Mériberica/Liber (Junho de 1999). ISBN 972-45-1413-7
45. Luna Fatal, Luna fatale, (1995), Tome & Janry, Mériberica/Liber (Novembro de 1999). ISBN 972-45-1456-0
46. Máquina Que Sonha, Machine qui rêve, (1998), Tome & Janry, Mériberica/Liber (Janeiro de 2001). ISBN 972-45-1560-5
47. Paris Submerso!, Paris-sous-Seine, (2004), Morvan & Munuera, Mériberica/Liber (Setembro de 2004). ISBN 972-45-1675-X
48. O Homem Que Não Queria Morrer, L'Homme qui ne voulait pas mourir, (2005), Morvan & Munuera, Edições ASA/Público (11 de Abril de 2007). ISBN 978-972-41-5027-7
49. Em Tóquio, Spirou et Fantasio à Tokyo, (2006), Morvan & Munuera, Edições ASA (Janeiro de 2007). ISBN 978-972-41-4908-0
50. (As Fontes do Z), Aux sources du Z, (2008), Morvan & Munuera, Não publicado em Portugal

### Por editar em Portugal
- 32. (Os Fazedores de Silêncio), Les Faiseurs de silence, (1984)
- 50. (As Fontes do Z), Aux sources du Z, (2008)

### Banda desenhada
- Spirou e Fantásio (Dupuis, 1948)
- Gaston Lagaffe (Dupuis, 1957)
- Le Petit Spirou (Dupuis, 1990)
- Une aventure de Spirou et Fantasio par... (Dupuis, 2006)

### Comédia musical
- Les Aventures de Spirou (Suzanne Jehan, 1944) com Roland Ravez no papel de Spirou.

### Histórias áudio
Os discos Ades, na colecção "Le petit ménestrel", publicaram durante os anos 1980 algumas histórias gravadas em áudio das aventuras de Spirou e Fantásio:
- Le Dictateur et le Champignon (1983, 33 rpm, 45º aniversário do Spirou)
- Le Repaire de la murène (1983, 33 rpm, 45º aniversário do Spirou)
- Les bébés Marsupilamis (1983, 45 rpm)
- Spirou et les héritiers (33 rpm)

### Séries de animação
- Spirou (52 episódios, Michel Gauthier, 1992-1995) com Vincent Ropion
- Spirou e Fantásio (26 episódios, Daniel Duda, 2006) com Laurent Vernin

### Videojogos
- Spirou (Infogrames, 1995)
- La Panique mécanique (Ubi Soft, 2000)